# Jaz Elektrowni Wodnej Wrocław II
Jaz Elektrowni Wodnej Wrocław II (Wielka Tama) – jaz położony we Wrocławiu na rzece Odra, a dokładniej na jej odnodze, tzw. Odrze Północnej, w ramach Wrocławskiego Węzła Wodnego.
Jaz ten wchodzi razem ze Śluzą Mieszczańską, Jazem Elektrowni Wodnej Wrocław I i innymi budowlami, w skład Mieszczańskiego Stopnia Wodnego – Śródmiejskiego Węzła Wodnego Dolnego.

## Historia
Jaz ściśle współpracował z elektrownią wodną II (Północą) – utrzymywał na jej potrzeby odpowiedni poziom piętrzenia, niezbędny do uzyskania jak największej produkcji energii elektrycznej; oraz współpracował z jazem i elektrownią wodną I (Południową). Położony jest w 1,2 km biegu rzeki Odry Północnej. Jaz ten wybudowany został w 1942 roku. W 1959 roku został na stopniu wodnym zwiększony poziom piętrzenia o 96 cm, lecz w przeciwieństwie do Jazu Elektrowni Wodnej Wrocław I nie wymagało to jakiejkolwiek przebudowy, a jedynie zmiany położenia zamknięć (klap). Obecnie, w związku z udostępnieniem przez Regionalny Zarząd Gospodarki Wodnej we Wrocławiu dla potrzeb żeglugi Śródmiejskiego Węzła Wodnego, jazy elektrowni piętrzą także wodę dla żeglugi i powstałych tu przystani jachtowych (np. Marina Topacz) oraz pasażerskich.
Elektrownia północna (ulica Księcia Witolda 3a) – w tym jaz, hala maszynowni, i umocnione nabrzeża – jest wpisana do rejestru zabytków pod nr A/1496/525/Wm. Wpisu dokonano 10 sierpnia 1993 roku.

## Charakterystyka
Jest to jaz trójprzęsłowy:
- przęsło prawe, północne i przęsło środkowe mają długość po 25,7 m każde; wyposażone są zamknięcia klapowe[3]
- przęsło lewe, południowe ma długość 6,5 m; zamknięcie w postaci zasuwy[3], stanowi ono upust płuczący elektrowni i jazu[1].

Lewy, południowy przyczółek jazu położony jest przy Kępie Mieszczańskiej, a dokładniej przy filarze Elektrowni Wodnej Wrocław II, natomiast prawy, północny przy terenie osiedla Nadodrze.
Jaz Elektrowni Wodnej Wrocław II wybudowany w 1942 roku został w rejonie, w którym wcześniej istniał już jaz pracujący na potrzeby młynów. konstrukcja jazu jest betonowa z okładziną granitową. Próg jazu ma rzędną 115,95 m n.p.m., a poziom normalnego piętrzenia wyznaczono w 1942 na 114,69 m n.p.m. Poziom ten ustalony od 1959 roku wynosi 115,65 m n.p.m. Współcześnie spad wynosi 5,65 m. Poniżej jazu przerzucone są nad korytem rzeki Mosty Pomorskie.